# Lucifugum
Lucifugum je ukrajinská black metalová kapela založená v roce 1995.
Lucifugum jsou typičtí svými texty, které jsou silně inspirovány satanismem a smrtí.

## Diskografie
- Gates of Nocticula – 1996
- Path of Wolf – 1996
- Through the Indifferent Sky – 1997
- on the sortilage of christianity – 1999
- On hooks to pieces! – 2000
- ...and the Wheel keeps crunching... – 2001
- Stigma Egoism – 2002
- ...back to chopped down roots – 2003
- Sociopath: philosophy cynicism – 2003
- Vector33 – 2005
- The Supreme Art of Genocide – 2005
- Involtation – 2006
- Sectane Satani – 2007
- Acme Adeptum – 2008
- Xa Heresy – 2010
- Od Omut Serpenti – 2012
- Sublimessiah – 2014

## Složení

### Současní členové
- Khlyst (Igor Naumchuk) – zpěv (2014-), poezie (1995-), bicí (2008-)
- Stabaath (Elena Naumchuk) – zpěv, kytara, baskytara (2004-)

### Bývalí členové
- Bal-a-Myth – kytara, baskytara (1995-2002)
- Faunus – zpěv (1995-2001)